# Puccinellia choresmica
Puccinellia choresmica är en gräsart som först beskrevs av Lev Melkhisedekovich Kreczetowicz, och fick sitt nu gällande namn av Lev Melkhisedekovich Kreczetowicz och Drobov. Puccinellia choresmica ingår i släktet saltgrässläktet, och familjen gräs. Inga underarter finns listade i Catalogue of Life.